# Theresa Weld
Theresa Weld, coniugata Blanchard (Brookline, 21 agosto 1893 – Brookline, 12 marzo 1978), è stata una pattinatrice artistica su ghiaccio e dirigente sportiva statunitense, medaglia di bronzo alle Olimpiadi del 1920 e vincitrice di 16 titoli nazionali statunitensi.
Fu la prima donna ad eseguire un salto Salchow.

## Biografia
Theresa Weld iniziò a prendere lezioni di pattinaggio di figura a dodici anni, presso lo Skating Club di Boston di cui suo padre, A. Windsor Weld, era un socio fondatore. Nel 1914 vinse il suo primo titolo nazionale statunitense nel singolo donne. Oltre al singolo, gareggiava anche in coppia: con il partner Nathaniel W. Niles vinse il campionato statunitense nel 1918.
Le competizioni internazionali di pattinaggio, sospese nel 1915 a causa della prima guerra mondiale, ripresero nel 1920 con le Olimpiadi di Anversa. Pur trattandosi di Giochi olimpici estivi il programma includeva sport invernali come il pattinaggio di figura e l'hockey su ghiaccio, come già avvenuto a Londra nel 1908. Theresa Weld partecipò al concorso individuale femminile, e nel suo esercizio eseguì un salto Salchow, inventato dal campione svedese Ulrich Salchow una decina di anni prima. Non si era mai vista prima una donna tentare un Salchow in un evento ufficiale, e la pattinatrice statunitense fu addirittura richiamata dai giudici per aver eseguito un elemento che, allora, veniva ritenuto poco consono ad una signora. Theresa Weld arrivò al terzo posto, dietro alle due svedesi Magda Julin e Svea Norén, conquistando così la prima medaglia olimpica statunitense in uno sport invernale.
Il 1920 fu un anno significativo per Theresa Weld, non solo per le Olimpiadi. Ai campionati statunitensi mise a segno una doppietta, vincendo il titolo nazionale nel singolo e nelle coppie assieme a Nathaniel W. Niles; fu l'inizio di una lunga serie di titoli consecutivi, che durò fino al 1924 nel singolo ed arrivò al 1927 nelle coppie. Fu anche l'anno del suo matrimonio con Charles Blanchard, dopo il quale gareggiò come Theresa Blanchard
Nel 1923 il sodalizio sportivo Blanchard-Niles si lanciò anche nel campo editoriale. I due pattinatori fondarono la rivista Skating magazine, che viene tuttora pubblicata dalla U.S. Figure Skating Association (USFSA), la federazione statunitense del pattinaggio di figura.
Nel 1924 Theresa Blanchard partecipò ai I Giochi olimpici invernali, dove fu quarta nel singolo e sesta in coppia con Niles. Ai successivi Giochi del 1928 si classificò decima nell'individuale e nona nelle coppie.
Si ritirò dalle competizioni nel 1934, dopo aver vinto, a 40 anni, il campionato statunitense nella gara a quattro, il sedicesimo titolo nazionale della sua carriera. Lasciato l'agonismo, rimase attiva nel pattinaggio come giudice internazionale e come membro del consiglio esecutivo della USFSA.
Nel 1976 fu inserita nella U.S. Figure Skating Hall of Fame, la hall of fame del pattinaggio di figura statunitense.

## Palmarès

### Individuale
| Evento                       | 1914 | 1918 | 1920 | 1921 | 1922 | 1923 | 1924 | 1925 | 1926 | 1927 | 1928 |
| ---------------------------- | ---- | ---- | ---- | ---- | ---- | ---- | ---- | ---- | ---- | ---- | ---- |
| Giochi olimpici              |      |      | 3°   |      |      |      | 4°   |      |      |      | 10°  |
| North American Championships |      |      |      |      |      | 1°   |      | 3°   |      |      |      |
| Campionato statunitense      | 1°   | 2°   | 1°   | 1°   | 1°   | 1°   | 1°   | 2°   | 2°   | 3°   |      |

### Coppie
(con Nathaniel Niles)
| Evento                       | 1914 | 1918 | 1920 | 1921 | 1922 | 1923 | 1924 | 1925 | 1926 | 1927 | 1928 | 1929 | 1930 | 1932 |
| ---------------------------- | ---- | ---- | ---- | ---- | ---- | ---- | ---- | ---- | ---- | ---- | ---- | ---- | ---- | ---- |
| Giochi olimpici              |      |      | 4°   |      |      |      | 6°   |      |      |      | 9°   |      |      |      |
| Campionati mondiali          |      |      |      |      |      |      |      |      |      |      | 7°   |      | 6°   | 8°   |
| North American Championships |      |      |      |      |      | 2°   |      | 1°   |      | 2°   |      | 2°   |      |      |
| Campionati statunitensi      | 2°   | 1°   | 1°   | 1°   | 1°   | 1°   | 1°   | 1°   | 1°   | 1°   | 2°   | 2°   |      |      |